# Adriana Petcu
Adriana Petcu (ur. 29 listopada 1961) – rumuńska urzędniczka i inżynier hydrotechnik, w 2017 minister gospodarki wodnej i leśnictwa.

## Życiorys
W 1985 ukończyła studia z inżynierii hydrotechnicznej w Instytucie Politechnicznym w Jassach (przekształconym później w Uniwersytet Techniczny Gheorghe Asachi), w 2008 uzyskała też certyfikat menedżera na Temple University w Tokio. Pracowała jako inżynier kontroli w ramach elektrowni jądrowej Cernavodă. Od 1990 zatrudniona Administratiei Bazinale de Apa dla okręgów Buzău i Jałomica (lokalnej administracji wodnej), w 2010 objęła w niej stanowisko prezesa. W 2014 państwowa agencja pozbawiła ją urzędu po stwierdzeniu konfliktu interesów, jednak Adriana Petcu zachowała stanowisko wskutek wyroku sądowego. Działała także jako menedżer projektów unijnych.
4 stycznia 2017 została ministrem gospodarki wodnej i leśnictwa w rządzie Sorina Grindeanu z rekomendacji Partii Socjaldemokratycznej. Zakończyła pełnienie tej funkcji wraz z całym gabinetem w czerwcu tegoż roku.